# گمینا واشچوو
گمینا واشچوو (به لهستانی:  Gmina Łaszczów) یک گمینا در لهستان است که در شهرستان توماشوف لوبلسکی واقع شده‌است. گمینا واشچوو ۱۲۸٫۲۳ کیلومتر مربع مساحت و ۶٬۴۰۶ نفر جمعیت دارد.